# Reply 1997
Reply 1997 (en hangul, 응답하라 1997; romanización revisada, Eundabhara) también conocida como Answer Me 1997 y en español como Contéstame 1997, es una serie de televisión surcoreana emitida originalmente durante 2012 que toma lugar en las anécdotas de seis jóvenes escolares de 18 años que viven en Busan durante 1997, como una retrospectiva del presente (2012), cuando ya tienen 33 años y una vida formada, además retrata el nacimiento del K-pop en la década de 1990 con bandas de la primera generación como H.O.T. y Sechs Kies.
Es protagonizada por Jung Eun-ji de la banda A-Pink, Seo In-kook, Lee Ho-dong de la banda Infinite, Shin So-yool, Eun Ji-won y Lee Si-eon. Fue transmitida en su país de origen por tvN desde el 24 de julio hasta el 18 de septiembre de 2012, finalizando con una longitud de 16 episodios, al aire las noches de los días martes a las 23:00 (KST). El último episodio registró la más alta cuota de audiencia hasta ese momento para un drama de cable coreano, también cosechó elogios del público y la crítica por su calidad visual e historia.
El sencillo que contenía All For You y Just the Way We Love interpretado por Seo In-guk y Jung Eun-ji, presente en la banda sonora, alcanzó las primeras posiciones en el Billboard's K-Pop Hot 100 y Gaon Single Chart, vendiendo cerca de dos millones y medio de copias a nivel mundial. Posterior a su emisión en televisión se lanzaron secuelas adaptadas a épocas y personajes diferentes, Reply 1994 (2013) y Reply 1988 (2015). Fue relanzada en forma de novela el 3 de enero de 2013 por la creadora de la serie Lee Woo Jung.

## Reparto

### Personajes principales
- Jung Eun-ji como Sung Si-won.
- Seo In-kook como Yoon Yoon-je.
- Shin So-yool como Mo Yoo-jung.
- Eun Ji-won como Do Hak-chan.
- Lee Ho-dong como Kang Joon-hee.
- Lee Si-eon como Bang Sung-jae.

### Personajes secundarios
Cercanos a SI-won
- Sung Dong-il como Sung Dong-il.
- Lee Il-hwa como Lee Il-hwa.
- Noh Ji-yeon como Jang Dan-ji.
- Kim Sun-ah como Eun Gak-ha.

Cercanos a Yoon-je
- Song Jong-ho como Yoon Tae-woong.
- Yang Joon-hyuk como Yoon Joon-hyuk.
- Lee Yeon-kyung como Moon Jung-mi.

Escuela
- Lee Min como el presidente estudiantil y profesor de historia.

### Otros personajes
- Shin Bong Sun como Presidente del Club H.O.T. en Busan.
- Kim Ye Won como Sung Song Joo.
- Lim Shi Wan como Estudiante del ROTC.
- Jung Kyung Mi como Jung Kyung Mi.
- Kim Guk Jin como Presentador de Star Date.
- Tony Ahn como Tony Ahn.
- Moon Hee Joon como Moon Hee Joon.
- Yoon Hyung Bin como Esposo de Gak Ha.
- Yang Se Hyung como Esposo de Dok Ki.
- Lee Yoon Suk como Lee Dong Gyu.
- Kim Jong Min como Doctor.
- Kim Tae Won como Invitado del karaoke.
- Jung Joo Ri como Invitado del karaoke.
- Jung Myung Ok como Invitado del karaoke.
- Park Ji Yoon como Hermana de Joon Hee.
- Kim Ki Wook como Vendedor.
- Ryu Dam como Lee Dae Ho.
- Choo Min Ki como Choo Shin Soo.
- Kang Kyun Sung como Dong Il (joven).
- Son Jin Young como Joon Hyuk (joven).
- Yoon Bo Mi como Moon Jung Mi (joven).
- Park Cho Rong como Il Hwa (joven).
- Kang Yoo Mi como Presidenta del fansclub de H.O.T..
- Ahn Young Mi como Presidenta del fansclub de Sechs Kies.
- Shin Dong Yeop como Presentador del 1998 Golden Disk Awards.
- Shin Young Il como Anunciador (voz).
- Go In Bum como Shi Won's great uncle
- G.NA como Choi Jin Ah.
- Lee Sol Ji como Presentadora.
- Bae Da Hae como Colega de Shi Won.
- Lee Soo Geun como Conductor.
- Maeng Bong Hak como Presidente de disquería.
- Kim Jong Min como Doctor.

## Recepción

### Audiencia
En Azul la audiencia más baja y en rojo la más alta.
| Ep. # | Fecha de emisión         | Título                                           | TNmS Ratings | TNmS Ratings |
| Ep. # | Fecha de emisión         | Título                                           | Share        |              |
| ----- | ------------------------ | ------------------------------------------------ | ------------ | ------------ |
| 1     | 24 de julio de 2012      | Dieciocho                                        | 1.20         |              |
| 2     | 24 de julio de 2012      | Cada vez más diferente                           | 1.20         |              |
| 3     | 31 de julio de 2012      | Lo que ves no lo es todo                         | 1.20         |              |
| 4     | 31 de julio de 2012      | Juego limpio                                     | 1.20         |              |
| 5     | 7 de agosto de 2012      | El contraataque de la vida                       | 1.60         |              |
| 6     | 7 de agosto de 2012      | El amor te hace hacer cosas que no hiciste antes | 1.60         |              |
| 7     | 14 de agosto de 2012     | Las esperanzas de futuro                         | 3.25         |              |
| 8     | 14 de agosto de 2012     | D-Day                                            | 3.25         |              |
| 9     | 21 de agosto de 2012     | El tema del destino                              | 3.00         |              |
| 10    | 21 de agosto de 2012     | La razón que me gustas                           | 3.00         |              |
| 11    | 28 de agosto de 2012     | La definición de relaciones                      | 3.46         |              |
| 12    | 28 de agosto de 2012     | El significado de una mano                       | 3.46         |              |
| 13    | 4 de septiembre de 2012  | La próxima vez ... No, ahora                     | 3.70         |              |
| 14    | 4 de septiembre de 2012  | El corazón es lo que hace que usted ama          | 3.70         |              |
| 15    | 11 de septiembre de 2012 | Mientras estabas amando                          | 4.17         |              |
| 16    | 18 de septiembre de 2012 | ¿Por qué los primeros amores no funcionan?       | 7.55         |              |

## Banda sonora
| Información de álbum                                                                             | Lista de canciones |
| ------------------------------------------------------------------------------------------------ | --- |
| Reply 1997 Director's Edition OST - Publicación: 28 de septiembre de 2012 - Discográfico: CJ E&M | Ver listaLista de canciones 1. All For You - Seo In Guk y Eunji 2. 우리 사랑 이대로 (Just the Way We Love) - Seo In Guk y Eunji 3. 고백 (Confession) - Deli Spice 4. 슬픈 우리 젊은 날 (Our Sad Younger Days) - UNO 5. 애송이의 사랑 (Young Love) - Yangpa 6. 슬프도록 아름다운 (The Sadder, the More Beautiful) - K2 7. 바램 (Wish) - Toy 8. 사랑하는 너에게 (To You, the One I Love) - Sechs Kies 9. Pilot - Jung Yeon-joon 10. 눈물 (Tears) - Riaa 11. 왜 하늘은... (Why the Heavens...) - Lee Ji-hoon 12. 커플 (Couple) - Sechs Kies 13. To Heaven - Jo Sung-mo 14. 루비 (Ruby) - Fin.K.L 15. 메모리즈 (Memories) - Sa Joon |

## Premios y nominaciones
| Año  | Premio                               | Categoría                  | Nominado                                 | Resultado | Ref           |
| ---- | ------------------------------------ | -------------------------- | ---------------------------------------- | --------- | ------------- |
| 2012 | 5th Style Icon Awards                | 10 iconos de estilo        | Seo In Guk y Jung Eun Ji                 | Ganadores | [ 12 ] [ 13 ] |
| 2012 | 5th Korea Drama Awards               | Premio a la mejor pareja   | Seo In Guk y Jung Eun Ji                 | Ganadores | [ 14 ] [ 15 ] |
| 2012 | 14th Mnet Asian Music Awards         | Mejor banda sonora         | "All For You" – Seo In Guk y Jung Eun Ji | Ganadores | [ 16 ] [ 17 ] |
| 2012 | 1st K-Drama Star Awards              | Actuando premio, la actriz | Jung Eun Ji                              | Nominada  |               |
| 2012 | 1st K-Drama Star Awards              | Rising Star Award          | Seo In Guk                               | Ganador   | [ 18 ]        |
| 2012 | 1st K-Drama Star Awards              | Rising Star Award          | Jung Eun Ji                              | Ganadora  | [ 18 ]        |
| 2012 | 1st K-Drama Star Awards              | Mejor banda sonora         | "All For You" – Seo In Guk y Jung Eun Ji | Ganadores | [ 18 ]        |
| 2012 | 1st K-Drama Star Awards              | Premio a la mejor pareja   | Seo In Guk y Jung Eun Ji                 | Ganadores | [ 18 ]        |
| 2012 | 4th Melon Music Awards               | Mejor banda sonora         | "All For You" – Seo In Guk y Jung Eun Ji | Ganadores | [ 19 ] [ 20 ] |
| 2012 | 3rd Remarkable Awards                | Mejor drama                | Reply 1997                               | Nominados | [ 21 ]        |
| 2012 | 3rd Remarkable Awards                | Mejor actor                | Seo In Guk                               | Nominado  | [ 21 ]        |
| 2013 | 7th Cable TV Broadcasting Awards     | Gran premio (Daesang)      | Reply 1997                               | Ganadores |               |
| 2013 | 49th Baeksang Arts Awards            | Mejor nuevo actor (TV)     | Seo In Guk                               | Nominado  | [ 22 ]        |
| 2013 | 49th Baeksang Arts Awards            | Mejor nueva actriz (TV)    | Jung Eun Ji                              | Ganadora  | [ 23 ] [ 24 ] |
| 2013 | 49th Baeksang Arts Awards            | Mejor guion (TV)           | Lee Woo Jung                             | Nominada  | [ 25 ]        |
| 2013 | 8th Seoul International Drama Awards | Mejor serie de drama       | Reply 1997                               | Nominados | [ 26 ] [ 27 ] |

## Emisión internacional
- Filipinas: GMA Network.
- Hong Kong: Channel M y Now 101.
- Malasia: 8TV.
- Tailandia: Channel M y Workpoint TV.
- Taiwán: Channel M y GTV.
- Vietnam: VTV2